# 비치 온 더 비치
《비치 온 더 비치》는 2016년에 개봉한 대한민국의 영화이다.

## 캐스팅
- 정가영 : 가영 역
- 김최용준 : 정훈 역
- 이하윤